# Tempel av alkohol
Tempel av alkohol är ett livealbum av Eldkvarn som gavs ut på skivbolaget EMI, 1994. Det spelades in under konserter 24-28 april 1994 på Rackarbergspuben i Uppsala.

## Låtlista
Alla låtar är skrivna och komponerade av Plura Jonsson om inget annat anges. 
| Nr  | Titel                       | Kompositör                                                                | Notering | Längd |
| --- | --------------------------- | ------------------------------------------------------------------------- | --- | ----- |
| 1.  | 500 mil / Intro             | Mats Asplén                                                               | | 0:59  |
| 2.  | Tempel av alkohol           |                                                                           | | 3:24  |
| 3.  | Som du håller den du älskar |                                                                           | | 5:12  |
| 4.  | Väg av guld                 |                                                                           | | 5:14  |
| 5.  | Kärlekens Tunga             |                                                                           | | 5:06  |
| 6.  | Största skvallret i stan    |                                                                           | | 6:09  |
| 7.  | Mannen utanför              |                                                                           | | 4:20  |
| 8.  | Ølhund                      | Carla Jonsson                                                             | | 4:23  |
| 9.  | 7:e våningen                | Carla Jonsson                                                             | | 6:25  |
| 10. | Han har dig (She's got you) | Hank Cochran. Svensk text: Peter LeMarc, Plura Jonsson Sång: Peter LeMarc | | 2:53  |
| 11. | Cindy                       | Carla Jonsson                                                             | | 4:19  |
| 12. | Kitty & dom blå hästarna    |                                                                           | Bas, Hammondorgel, Mandolin: Carla Jonsson Trummor: Christer Jansson Ljudtekniker: Fredrik Andersson Steel Guitar: Janne Lindgren | 3:58  |
| 13. | Chevrolet                   |                                                                           | | 4:28  |
| 14. | Vild, vild, vild            |                                                                           | | 3:57  |
| 15. | Ett hus på stranden         |                                                                           | | 4:45  |
| 16. | Vår lilla stad              |                                                                           | | 3:57  |
| 17. | Pojkar, pojkar, pojkar      |                                                                           | | 2:49  |
| 18. | Nerför floden               |                                                                           | | 6:36  |

## Medverkande
- Plura Jonsson - Akustisk gitarr, sång
- Carla Jonsson - Elgitarr, akustisk gitarr, sång
- Tony Thorén - Bas, körsång
- Werner Modiggård - Trummor
- Niklas Medin - Keyboards
- Mats Asplén - Keyboards, dragspel
- Jesper Lindberg - Banjo, steel guitar, dobro, mandolin
- Ebba Forsberg, Maria Blom - Körsång, percussion

- Fredrik Andersson - Redigering
- Peter Dahl - Mastering
- Fredrik Andersson (låt 12), Pontus Olsson - Mixning
- Eldkvarn - Producent
- Pontus Olsson - Inspelning